# Philosophenherrschaft

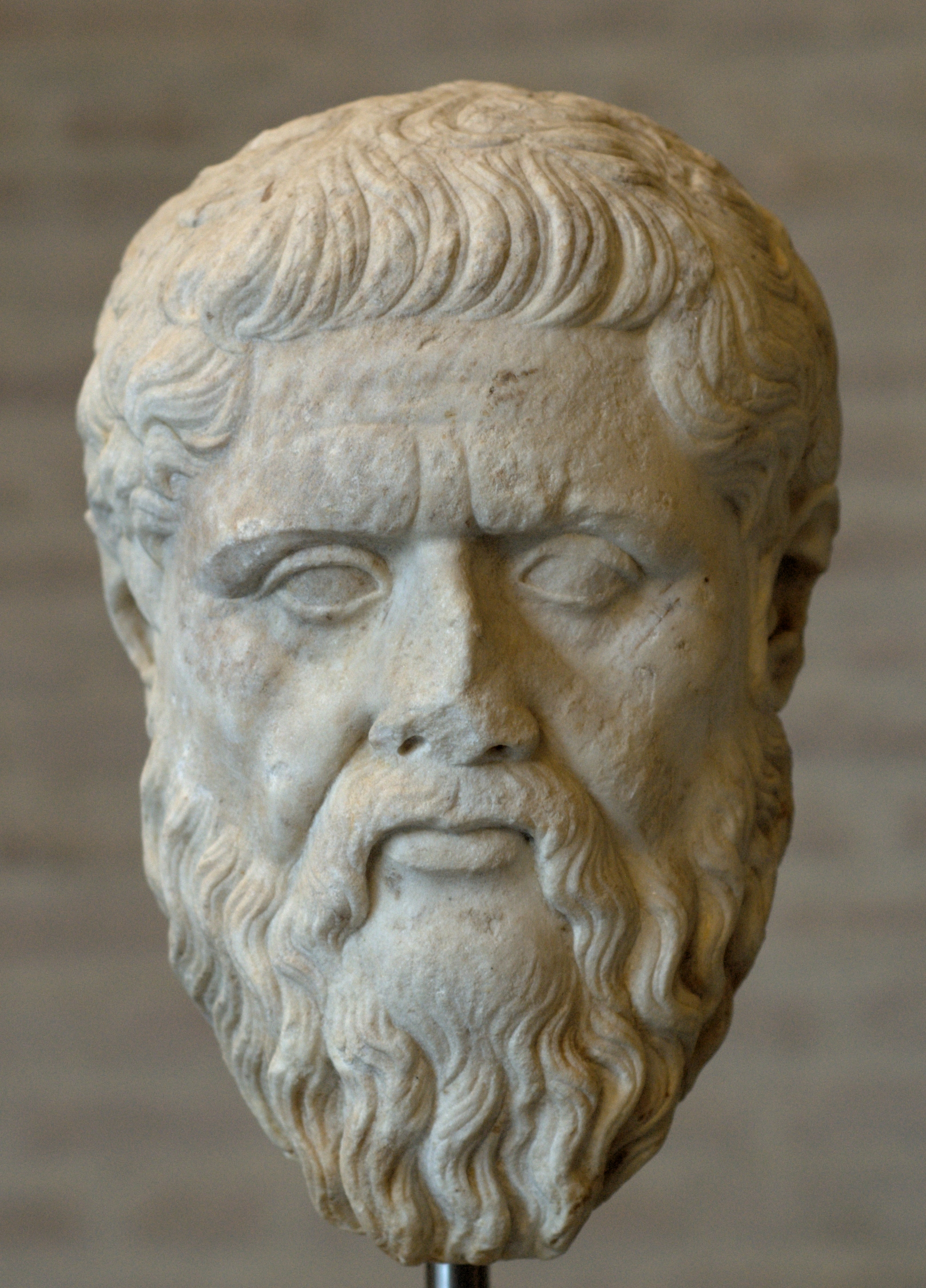
Platon, römische Kopie des griechischen Platonporträts des Silanion, Glyptothek München

Die Philosophenherrschaft ist ein zentrales Element der politischen Philosophie des antiken griechischen Philosophen Platon (428/427–348/347 v. Chr.). Platon vertritt in seinem Dialog Politeia („Der Staat“) die Auffassung, ein Staat sei nur dann gut regiert, wenn seine Lenkung in der Hand von Philosophen sei. Daher fordert er ein uneingeschränktes Machtmonopol der Philosophen und begründet dies ausführlich. Für die Umsetzung sieht er theoretisch zwei Möglichkeiten: entweder dass die Herrscher Philosophen werden oder dass die Herrschaft Philosophen übergeben wird. Die Einzelheiten legt er in seinem Entwurf für die Verfassung eines von Philosophen regierten idealen Staates dar.
Da Platon in diesem Zusammenhang das Wort basileus („Herrscher“) verwendet, das gewöhnlich Könige (später auch Kaiser) bezeichnet, ist in der modernen Literatur oft von „Philosophenkönigen“ die Rede.

## Platons Konzept
Platon lässt im Dialog Politeia seinen Lehrer Sokrates als Hauptgesprächspartner auftreten. In dem fiktiven, literarisch gestalteten Dialog vertritt der „platonische“ Sokrates Platons eigene Position, die nicht mit der des historischen Philosophen Sokrates identisch ist.

### Die Frage nach der Gerechtigkeit
Den Ausgangspunkt der Diskussion bildet die Frage, was Gerechtigkeit ist. Verschiedene Definitionsmöglichkeiten werden erörtert. Schließlich trägt Sokrates die aus Platons Sicht richtige Begriffsbestimmung vor. Er bestimmt Gerechtigkeit als das angemessene Verhältnis zwischen den Teilen einer Ganzheit. Gerechtigkeit liegt innerhalb eines Ganzen vor, wenn jeder Teil nur genau die Funktion erfüllt, die ihm gemäß seiner besonderen Beschaffenheit zukommt. Wichtig ist dabei vor allem, dass der von Natur aus zur Lenkung des Ganzen befähigte Teil tatsächlich die Führung übernimmt. Die übrigen Teile haben sich ihm willig unterzuordnen. Wenn ein Teil sich etwas anmaßt, was ihm von Natur aus nicht zusteht, und sich in fremde Zuständigkeiten einmischt, resultiert Zerwürfnis, Unordnung und Verwirrung. Das ist Ungerechtigkeit. Wenn jeder Teil seiner spezifischen Bestimmung nachkommt, erhält das Ganze einen harmonischen Charakter und kann seinerseits seine Bestimmung als Ganzes optimal erfüllen. Im Kosmos, dessen Bestandteile ein weiser Schöpfer, der Demiurg, umsichtig geordnet hat, ist das bereits auf vorbildliche Weise der Fall. Dem Menschen obliegt es, in seinem Zuständigkeitsbereich ebenfalls die optimale Ordnung unter den einzelnen Elementen zu verwirklichen. Dies gilt sowohl für das Verhältnis der verschiedenen Teile der menschlichen Seele untereinander als auch für die Beziehungen zwischen den Staatsbürgern in der Polis.
Gerechtigkeit als Tugend einer einzelnen Person ist individuell in deren Seele auszubilden. Dies geschieht durch Herstellung der naturgemäßen Ordnung unter den drei Seelenteilen. Die Vernunft hat als höchster Seelenteil die Leitung zu übernehmen. Sie weist den beiden anderen Seelenteilen, dem Muthaften und dem Triebhaften, deren Rollen und Aufgaben zu. Analog dazu erfordert im Staat die Gerechtigkeit einen vernunftgemäßen hierarchischen Aufbau der Staatsordnung mit einem dreiteiligen Ständesystem. Dieser Aufbau bezweckt, dass jeder Bürger im Auftrag der Gemeinschaft „das Seine tut“: das, was seiner Begabung entspricht (Idiopragie-Forderung). Im Rahmen der Ständeordnung soll jeder die Aufgabe übernehmen, für die er am besten geeignet ist. Das Staatsgefüge ist optimal strukturiert, wenn der Staat dafür sorgt, dass alle Bürger die ihren jeweiligen Fähigkeiten entsprechenden Tätigkeiten ausüben und Übergriffe in fremde Zuständigkeiten unterbleiben.

### Philosophenherrschaft als Verwirklichung der Gerechtigkeit
Das Prinzip der naturgemäßen, zweckmäßigen und damit gerechten Zuteilung der Aufgaben hat insbesondere für die Staatsführung zu gelten, denn von einer vernünftigen Auswahl des Führungspersonals hängen die Fortexistenz des gesamten Gemeinwesens und das Wohl der Bürger ab. Wenn die Führungsaufgaben nach einem rationalen Prinzip zugewiesen werden, ist jemand für eine Lenkungsfunktion nicht dadurch qualifiziert, dass er sich in einem Machtkampf durchgesetzt hat oder sich durch seinen Reichtum Einfluss verschafft. Es ist aber auch nicht vernünftig, die Führung demjenigen anzuvertrauen, der die Zustimmung der Mehrheit findet, denn demokratische Mehrheiten sind irrtumsanfällig. Der Masse der ungebildeten Bürger fehlt der Durchblick, sie sind leicht verführbar und ihre Entscheidungen hängen von irrationalen Motiven ab. Die Führung darf aber nur den Bestqualifizierten überlassen werden, die sich ausschließlich durch ihre Kompetenz dafür legitimieren und nur das Wohl des Gemeinwesens im Blick haben.
Daher setzt der platonische Sokrates der attischen Demokratie einen utopischen, vom Gerechtigkeitsprinzip geleiteten Idealstaat entgegen. Dessen Bürgerschaft gliedert er analog zur dreiteiligen Struktur der Seele in drei Stände: den Handwerker- und Bauernstand, den Stand der Wächter und den Stand der Herrscher, der dem vernünftigen Seelenteil entspricht. Zur Erfüllung seiner standesspezifischen Aufgaben benötigt jeder Bürger eine der Grundtugenden Besonnenheit, Tapferkeit und Weisheit. Die Besonnenheit ist die Grundtugend des untersten Standes, der Handwerker und Bauern, die Tapferkeit die der Wächter, die Weisheit die der Herrscher. In der Qualifikation der Herrscher sind auch die Grundtugenden der beiden anderen Stände inbegriffen.
Nur der Philosoph, der sein Leben der Weisheit widmet, ist von Natur aus zur Herrschaft berufen. Diesen Gedanken formuliert Platon in einer zentralen Passage der Politeia:
Wenn nicht in den Staaten entweder die Philosophen Könige werden oder die, welche man jetzt Könige und Herrscher nennt, echte und gründliche Philosophen werden, und wenn nicht diese beiden, die politische Macht und die Philosophie, in eines zusammenfallen und all die vielen Naturen, die heute ausschließlich nach dem einen oder dem anderen streben, zwingend ausgeschlossen werden, dann, mein lieber Glaukon, gibt es kein Ende der Übel für die Staaten und, wie ich meine, auch nicht für die Menschheit.
Die einzigartige Stellung des Philosophen unter den Menschen begründet Platon damit, dass der Philosoph seine Aufmerksamkeit auf Wohlgeordnetes, sich immer gleich Bleibendes und Vernünftiges richte: auf den Bereich der vollkommenen und unwandelbaren Ideen, dem er sich bewundernd und nachahmend angleiche. Indem er sich mit dem Göttlichen und Wohlgeordneten befasse, nehme er selbst dessen Beschaffenheit an, soweit das einem Menschen möglich sei.
Platons Gerechtigkeitsprinzip erfordert, dass der Staat eine harmonische Einheit bildet, dass also unter den Bürgern keine politische Zwietracht aufkommen kann. Vor allem dadurch soll sich der platonische Idealstaat von den durch innere Konflikte zerrissenen griechischen Staaten der damaligen Zeit unterscheiden. Die Einheit setzt voraus, dass sich die Beherrschten den Herrschern freiwillig unterordnen, da sie einsehen, dass dies zu ihrem eigenen Vorteil ist.

### Auswahl, Ausbildung und Motivation der Philosophenherrscher
Die Standeszugehörigkeit ist im platonischen Staat nicht erblich, sondern von der Qualifikation abhängig. Nur die Tüchtigsten werden in den Stand der Herrscher eingereiht. Ihre Befähigung wird in einem langen, schon in der Kindheit beginnenden Aussiebungsverfahren ermittelt und geprüft. Erforderlich ist, dass sie zunächst grundlegende Charaktereigenschaften entwickeln. Sie müssen ihre Beharrlichkeit und Unbeirrbarkeit unter Beweis stellen, indem sie sich weder durch Gefahren noch durch Verlockungen von ihrer Selbstdisziplin und Pflichterfüllung abbringen lassen. Sie können erst in reiferem Alter Herrschermacht ausüben.
Zum philosophischen Wissen gelangen die künftigen Herrscher auf einem Bildungsweg, der große Anstrengungen erfordert. Er umfasst zunächst den weniger wichtigen Unterricht in Gymnastik und Musik, dann das Studium der für die philosophische Propädeutik benötigten Fächer in der Reihenfolge Arithmetik, ebene Geometrie, räumliche Geometrie, Astronomie und Harmonielehre. Erst danach beginnt die Ausbildung in der Dialektik, der methodischen philosophischen Wahrheitssuche. Wesentlich ist dabei, dass diese Studien keine bloß intellektuelle Betätigung sind. Philosophie bedeutet nicht nur Nachdenken, sondern ist eine Lebensweise. Aus den philosophischen Einsichten ergeben sich weitreichende Konsequenzen für die Lebensführung. Der platonische Sokrates betont, dass das Organ der Seele, mit dem sie begreift, nicht für sich allein, sondern nur zusammen mit der ganzen Seele die Hinwendung zu den Erkenntnisobjekten der Philosophie vollziehen kann. Auch die irrationalen Seelenteile bedürfen einer entsprechenden Orientierung. Das Endziel der philosophischen Bestrebungen ist die Erkenntnis des schlechthin Guten. Auf dieser Erkenntnis basiert die Fähigkeit zu vernünftigem Handeln, die den Herrschaftsanspruch des Philosophen legitimiert.
Nach Platons Überzeugung gibt es keine spezifisch männliche oder weibliche Tugend, sondern die Tugend ist für alle Menschen dieselbe. Hinsichtlich ihrer Erreichbarkeit besteht kein Unterschied zwischen den Geschlechtern. Daher sollen den Frauen im Staat alle Türen offenstehen. Auch ihrer Aufnahme in den Herrscherstand steht grundsätzlich nichts entgegen.
Platon betont, dass die Philosophen keineswegs begierig seien, die ihnen in einem guten Staat zustehende Herrschaft auszuüben. Vielmehr empfänden sie die politische Betätigung als unerwünschte Ablenkung von der Philosophie und als unwillkommene Last. In einem Staat mit lauter guten Bürgern würde man sich um das Nichtregieren ebenso streiten, wie normale Politiker sich um das Regieren streiten. Das Regieren sei für die Philosophen ein Opfer, zu dem sie durch Hinweis auf einen bestehenden Sachzwang gezwungen werden müssten. Dieser Sachzwang ergibt sich für Platon aus der Erkenntnis, dass das Individuum sein eigenes Wohl letztlich nur in Verbindung mit dem Allgemeinwohl sichern kann. Der Philosoph, der im Staat für Gerechtigkeit (d. h. das angemessene Verhältnis der Teile untereinander und zum Ganzen) sorgt, folgt damit einer Forderung seiner eigenen Gerechtigkeit. Durch sein ordnendes Eingreifen ahmt er das Walten des Schöpfergottes (Demiurgen) nach. Zugleich erweist er seine Dankbarkeit für seine vom Gemeinwesen erhaltene Ausbildung. Bei der Erfüllung der politischen Aufgaben im Idealstaat lösen die Philosophen einander ab, sodass keiner kontinuierlich mit der Staatslenkung befasst sein muss.
Die Philosophenherrscher sind ebenso wie die Angehörigen des Wächterstandes gegenüber den Erwerbstätigen privilegiert, da sie sich nicht um ihren Lebensunterhalt sorgen müssen. Andererseits unterliegen sie Einschränkungen, die für die Erwerbstätigen nicht gelten: Privatbesitz ist ihnen untersagt (Gütergemeinschaft) und sie verzichten auch auf ein Familienleben, denn sie heiraten nicht und die Kinder sind nicht ihren Eltern zugeordnet, sondern werden gemeinsam erzogen (Frauen- und Kindergemeinschaft). Durch den Verzicht auf Eigentum und familiäre Bindungen soll die Gemeinschaft gefestigt werden.

### Die Kunst des Staatsmanns
Platon erörtert die Frage nach der Qualifikation der Regierenden auch in seinem Dialog Politikos („Der Staatsmann“), wo er die Aufgaben des Staatsmanns unter anderem mit Hilfe des Weber-Gleichnisses erläutert. Er schildert die Staatskunst in Analogie zur Weberei als eine „königliche Zusammenflechtung“, die ein „Gewebe“ liefert. Damit ist gemeint, dass der Staatsmann die aus unterschiedlichen Eigenschaften und Neigungen gemischten Charaktere der Menschen durch Prüfung erkennt, jedem die gemäß seiner besonderen Veranlagung optimale Ausbildung und passende Aufgabe zuweist und die Aufsicht über alle führt. Mit der richtigen Verflechtung, für die er sorgt, ist sowohl das konstruktive Zusammenwirken der unterschiedlichen Naturelle im Staat gemeint als auch die richtige Ausformung und Harmonisierung der Qualitäten in den Seelen der einzelnen Staatsbürger.
Im Politikos wird der Unterschied zwischen angeblichen und wirklichen Staatsmännern herausgearbeitet. Ein echter Staatsmann verdankt seine Macht nicht seinem Reichtum; weder beruht seine Herrschaft auf Gewalt und Willkür noch besteht ihre Legitimation in der Einhaltung von Bestimmungen einer bestehenden Verfassung oder in der Zustimmung der Regierten. Was ihn zur Staatsführung befähigt, ist vielmehr seine Kenntnis der Wissenschaft von der richtigen Ausübung der Herrschaft über Menschen. Seine Kompetenz ist mit der eines Arztes vergleichbar. Ein Arzt ist als solcher nicht qualifiziert, weil er über Reichtum verfügt oder weil unwissende Patienten ihn für kompetent halten und sich daher von ihm behandeln lassen oder weil er bestimmte geschriebene Vorschriften einhält, sondern seine Qualifikation besteht ausschließlich in seiner Sachkenntnis, dank der er heilt. Von diesem Konzept ausgehend zieht Platon eine radikale und nach damaligen Maßstäben anstößige Konsequenz: Er behauptet, der echte Staatsmann stehe sogar über dem Gesetz. Gesetze seien zu starr, keine gesetzliche Bestimmung könne jeder eintretenden Situation gerecht werden. Der Staatsmann hingegen sei in der Lage, stets situationsbezogen optimal zu entscheiden. Daher könne er auch ohne Gesetze regieren oder dürfe bestehende Gesetze nach Bedarf ändern.

### Ein alternatives Staatsmodell
In seinem Alterswerk Nomoi („Die Gesetze“) wandelt Platon das Staatskonzept der Politeia, das er nun als allzu utopisch betrachtet, stark ab und entwirft das Modell des „zweitbesten“ Staates, das leichter zu verwirklichen sei. Dabei verzichtet er unter anderem auf das uneingeschränkte Machtmonopol der Philosophenherrscher. In einem System ohne solche Herrscher, die über dem Gesetz stehen und aufgrund ihrer überlegenen Weisheit situationsbedingt entscheiden, muss die Rolle der maßgeblichen Instanz unflexiblen Gesetzen zufallen, damit der Staat nicht zugrunde geht. Da in einem solchen Modell Regeln für alle denkbaren Fälle benötigt werden, ist ein sehr umfangreiches Gesetzeswerk erforderlich.
Aus den Nomoi geht hervor, dass Platon im Alter zur Überzeugung gelangt ist, dass uneingeschränkte Macht jeden Menschen überfordert, weil „keine einzige Menschennatur imstande ist, wenn sie alle menschlichen Angelegenheiten in unumschränkter Macht verwaltet, dabei nicht von Übermut und Ungerechtigkeit erfüllt zu werden.“ Dieser Gedanke führt ihn zu folgenden Überlegungen: Keines Menschen Natur ist so veranlagt, dass er nicht nur erkennt, was für das Zusammenleben in der staatlichen Gemeinschaft förderlich ist, sondern zugleich auch jederzeit die Kraft und den Willen aufbringt, seine Erkenntnisse umzusetzen und das Beste zu tun. Auch wenn jemand erkannt hat, dass das Gemeinwohl und der Vorteil des Einzelnen untrennbar sind, wird er diesem Grundsatz zwangsläufig untreu werden, falls er absolute Macht erlangt. Er wird nicht imstande sein, sein ganzes Leben hindurch in erster Linie das Gemeinwohl zu fördern. Vielmehr wird jeden mit unumschränkter Macht Ausgestatteten seine „sterbliche Natur“ stets zur Selbstsucht verleiten. Er wird seine eigenen Interessen, die er mit Erlangung von Lust und Vermeidung von Schmerz gleichsetzt, dem Gerechteren und Besseren vorziehen und damit sich selbst und den Staat ruinieren. Nur wenn eines Tages „durch göttliche Fügung“ ein Mensch geboren würde, der das benötigte Wissen erlangen könnte, tatsächlich an die Macht käme und dann der Versuchung des Machtmissbrauchs gewachsen wäre, bräuchte er keine Gesetze, sondern könnte alles nach seinem Ermessen entscheiden. Eine solche Regierung wäre der unflexiblen Bindung an den Buchstaben des Gesetzes überlegen. Die dafür erforderliche Konstellation ist aber in der Realität nirgends in ausreichendem Maße gegeben. Daher muss man mit Gesetzen als zweitbester Lösung vorliebnehmen und deren Starrheit in Kauf nehmen.
Im Spätwerk Nomoi erklärt es Platon somit nicht nur für möglich, sondern sogar – vorbehaltlich einer theoretisch möglichen göttlichen Intervention – für unausweichlich, dass der Besitz absoluter Macht einen Philosophen korrumpiert. Damit unterstellt er auch dem bestausgebildeten Philosophen eine Akrasia (Fähigkeit, wider besseres Wissen zu handeln). Die Unmöglichkeit der Akrasia des richtig ausgewählten und geschulten Philosophenherrschers ist aber Voraussetzung für die Realisierung der Philosophenherrschaft.

### Programm oder Utopie
Ein in der Forschungsliteratur oft erörtertes Thema ist die Frage nach dem Praxisbezug von Platons Forderung, die Philosophenherrschaft einzuführen. Einer Forschungshypothese zufolge war er sich des utopischen Charakters seines Konzepts weitgehend bewusst und hat darin ein Gedankenexperiment, eine Anregung zu staatsphilosophischer Reflexion oder einen Wunschtraum gesehen. Ein prominenter Vertreter dieser Meinung ist Hans-Georg Gadamer. Die gegenteilige Auffassung lautet, dass Platon eine zumindest teilweise Verwirklichung für möglich hielt und zumindest zeitweilig erhoffte. Von den zwei theoretisch möglichen Wegen zu einer philosophischen Staatslenkung – freiwillige Übergabe der Macht an Philosophen oder Bekehrung eines bereits regierenden Herrschers zur Philosophie – hat er nur den zweiten ernstlich in Betracht gezogen. In diesem Zusammenhang wird oft auf seine Reisen nach Sizilien verwiesen. In Syrakus hoffte er seine politischen Vorstellungen durch Einflussnahme auf den jungen Tyrannen Dionysios II. zur Geltung bringen und erproben zu können. Diese Bemühungen scheiterten völlig. Hierfür ist der Siebte Brief Platons, dessen Echtheit freilich nicht gesichert ist, eine wichtige Quelle. In dem Brief wird Platons Aktivität in Sizilien vor dem Hintergrund der Philosophenherrscherthese erläutert.

## Rezeption

### Antike
Aristoteles übt eingehende Kritik am Staatsideal der Politeia. Er wendet sich auch direkt gegen die Forderung, ein Herrscher solle philosophieren. Nach seiner Auffassung soll der Herrscher sich darauf beschränken, Philosophen zu konsultieren.
Die Neuplatoniker griffen Platons Forderung auf, dass ein Philosoph nicht nur in Zurückgezogenheit die Ideenwelt betrachten, sondern auch politische Verantwortung übernehmen solle. Im 3. Jahrhundert fasste Plotin, der Begründer des Neuplatonismus, den Plan der Neubesiedlung einer verlassenen Stadt in Kampanien. Sie sollte nach Platons Vorstellungen regiert werden und Platonopolis heißen. Er selbst wollte mit seinen Schülern dorthin ziehen. Auch im spätantiken Neuplatonismus blieb der Gedanke eines wünschenswerten politischen Engagements des Philosophen lebendig. Seiner Verwirklichung stand allerdings zunehmend der Umstand entgegen, dass sich die Neuplatoniker meist als Anhänger der alten Religion in einem Spannungsverhältnis zum christlich gewordenen Staat befanden. Auch an Platons Forderung, in einem von Philosophen regierten Staat die Frauen zur Herrschaft zuzulassen, hielten die Neuplatoniker fest. Im frühen 6. Jahrhundert nahm der christliche Neuplatoniker Boethius in seinem später berühmten Werk Der Trost der Philosophie ausdrücklich auf Platons Konzept der Philosophenherrschaft Bezug. Er erklärte, diese Forderung Platons habe ihn zu seiner politischen Karriere, die ihn in hohe Ämter führte, bewogen.

### Frühe Neuzeit

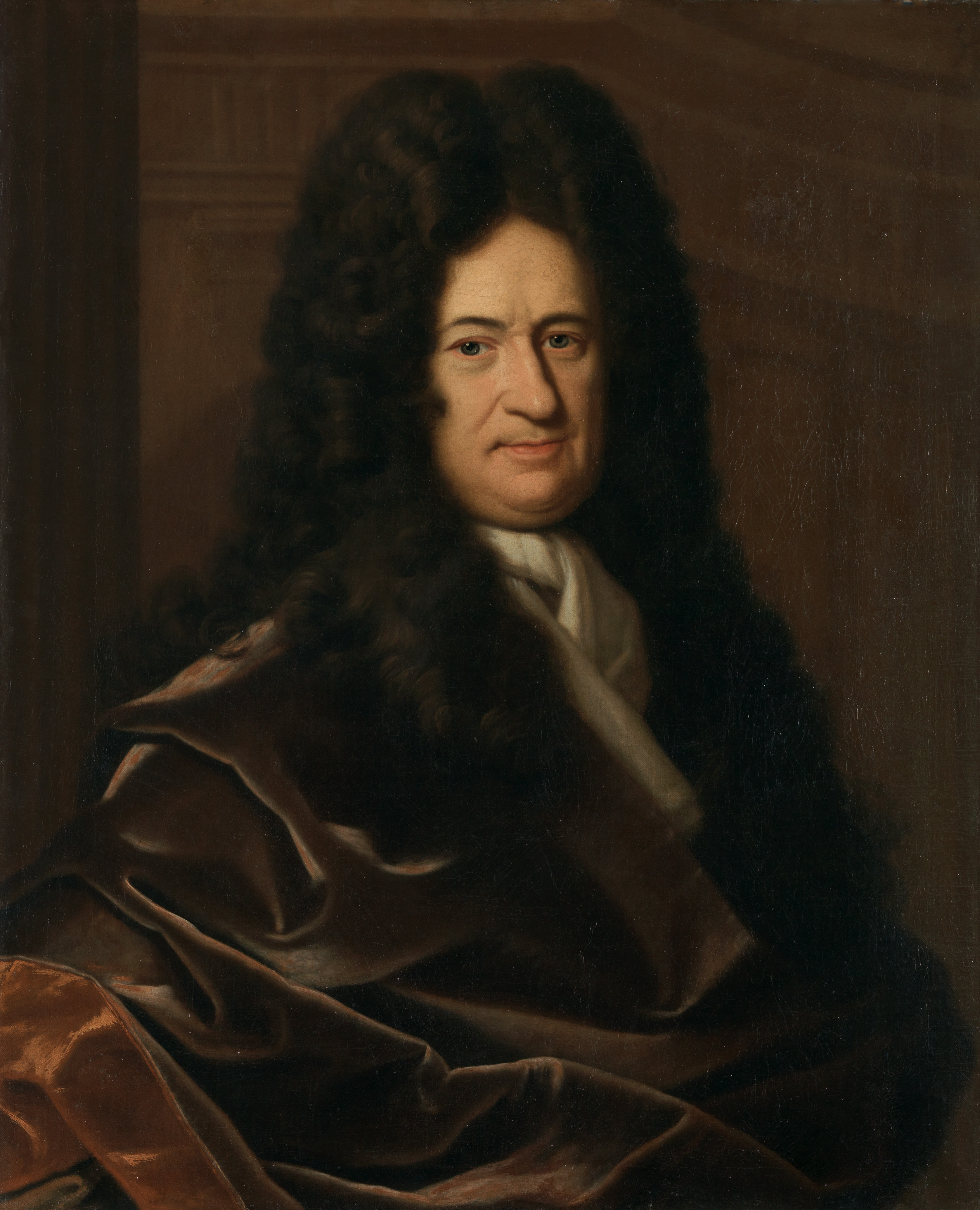
Gottfried Wilhelm Leibniz,
Porträt von Christoph Bernhard Francke, um 1700; Herzog Anton Ulrich-Museum, Braunschweig

Der berühmte Universalgelehrte Leibniz (1646–1716) ist ein entschiedener Befürworter maßgeblicher Einflussnahme von Philosophen auf Politik, Gesellschaft und Wirtschaft. Diese Überzeugung spiegelt sich in seinem intensiven politischen Engagement. Er bekennt sich zu dem platonischen Ideal der Einheit von Wissenschaft und Macht und vertritt eine abgewandelte Version des Konzepts der Philosophenherrschaft. Allerdings hat er keine philosophische Staatslehre systematisch ausgearbeitet. Leibniz strebt einen autoritären Wohlfahrtsstaat an, der im Idealfall von einem weisen Herrscher regiert oder, wenn ein solcher fehlt, von Philosophen aus dem Hintergrund gelenkt wird. Die Philosophen und Staatenlenker sollen sich nicht nur mit Fragen der Ethik und Staatskunst befassen, sondern auch als „Naturalisten“ (Naturwissenschaftler und Naturphilosophen) über ein Verständnis von Naturzusammenhängen verfügen. Durch die Forderungen nach rationaler Politik und nach naturwissenschaftlich-technischer Kompetenz der Entscheidungsträger erhält Leibniz’ Ideal einer Philosophenherrschaft technokratische Züge. Die Philosophen sollen sich in einem internationalen Bund, der Societas Philadelphica, zusammenschließen, als Ratgeber der Herrscher tätig sein und weltweit politische Schlüsselstellungen in die Hand bekommen. Das von Leibniz entworfene, nicht detailliert ausgearbeitete Konzept weist wie dasjenige Platons utopische Aspekte auf und beruht ebenfalls auf der Vorstellung einer schlechthin „wahren Erkenntnis“. Auch in der Einschätzung der politischen Wirklichkeit als unvernünftig und im Ziel, sie durch eine rationale, philosophisch begründete Ordnung zu ersetzen, sowie in der Idee einer Harmonie der Stände stimmt Leibniz grundsätzlich mit Platon überein.
Im 18. Jahrhundert stimmte Christian Wolff Platons Forderung nach Philosophenherrschaft ausdrücklich zu. Seine staatsphilosophische Denkweise zeigt erhebliche Ähnlichkeit mit derjenigen Platons. Er hielt es für unerlässlich, dass ein guter Regent philosophiert. Da die Ersetzung der Erbmonarchie durch ein Philosophenkönigtum ausgeschlossen war, trat Wolff dafür ein, dass die Regenten sich von Philosophen beraten lassen und die Philosophen einen maßgeblichen Einfluss auf die Gesetzgebung gewinnen.
Immanuel Kant lehnt in seiner Schrift Zum ewigen Frieden die Herrschaft der Philosophen ab und tritt für eine strikte Trennung von philosophischer Betätigung und Machtausübung ein: „Daß Könige philosophiren, oder Philosophen Könige würden, ist nicht zu erwarten, aber auch nicht zu wünschen: weil der Besitz der Gewalt das freie Urtheil der Vernunft unvermeidlich verdirbt. Daß aber Könige oder königliche (sich selbst nach Gleichheitsgesetzen beherrschende) Völker die Classe der Philosophen nicht schwinden oder verstummen, sondern öffentlich sprechen lassen, ist Beiden zu Beleuchtung ihres Geschäfts unentbehrlich.“

### Moderne
Nietzsche hielt die Philosophenherrschaft für ein Projekt, das Platon verwirklichen wollte. Er meinte, Platon habe in Sizilien versucht, für die Griechen das zu tun, was Mohammed später für die Araber tat, und sei nur zufällig erfolglos geblieben: „Ein paar Zufälle weniger und ein paar andere Zufälle mehr – und die Welt hätte die Platonisirung des europäischen Südens erlebt.“
Im 20. Jahrhundert wurde Platons Staatsideal in den Auseinandersetzungen um die Demokratie und die als totalitär gebrandmarkten nichtdemokratischen Herrschaftssysteme von verschiedenen Seiten auf unterschiedliche Weise instrumentalisiert, kritisiert oder gelobt. Zahlreiche Interpreten beurteilten den Gedanken der Philosophenherrschaft unter dem Gesichtspunkt moderner Fragestellungen und ihrer eigenen weltanschaulichen und politischen Überzeugungen.

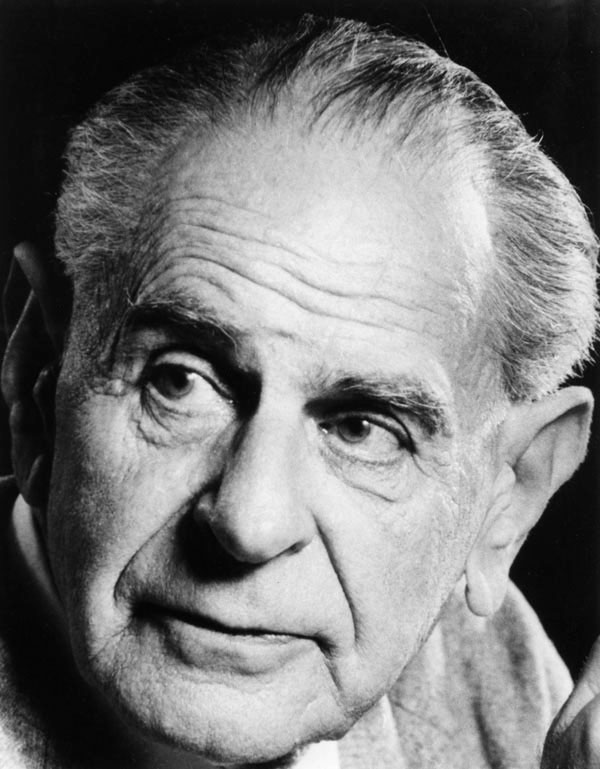
Karl Popper

Im Rahmen seiner fundamentalen Kritik an Platons politischer Philosophie setzte sich Karl Popper mit der Philosophenherrschaft auseinander. Er widmete ihr zwei Kapitel im ersten Band seiner Schrift Die offene Gesellschaft und ihre Feinde, die 1945 erschien und großes Aufsehen erregte. Popper knüpfte an Kants Kritik an. Er schrieb, Platon sei von der Frage „Wer soll herrschen?“ ausgegangen. Schon der Ansatz, diese Frage als das Grundproblem der Politik zu betrachten, sei verfehlt. Damit sei die politische Philosophie „gründlich verwirrt“ worden. Es sei unrealistisch, eine Herrschaft der Besten oder Weisesten zu fordern. Vielmehr müsse man immer mit schlechten oder inkompetenten Herrschern rechnen. Herrscher seien „moralisch oder intellektuell selten über und oft unter dem Durchschnitt“. Daher komme es darauf an, Institutionen zu schaffen, die schlechte Herrscher daran hindern, allzu großen Schaden anzurichten. Platons Forderung, die Philosophenherrscher mit einer keiner Kontrolle unterworfenen Macht auszustatten, sei verhängnisvoll, da absolute Macht ihren Träger korrumpiere. Der ideale Philosoph Platons sei „fast allwissend und allmächtig“ und als Machthaber ein „totalitärer Halbgott“. Platon habe jede Veränderung im Staat gehasst und daher nicht gewünscht, dass die Herrscher Originalität und Initiative besitzen. Das Erziehungswesen, das den Herrschernachwuchs heranbilden sollte, habe er „mit der unmöglichen Aufgabe der Auswahl der Besten“ belastet. Er habe „die Mittelschulen und die Universitäten erfunden“, indem er das Grundprinzip des modernen „verheerenden“ Erziehungssystems erdachte. Die Ständeordnung sei in Wirklichkeit nicht sozial durchlässig, sondern rassistisch. Platon habe sich selbst für den königlichen Philosophen gehalten und in der Politeia seinen eigenen Anspruch auf die Königsherrschaft formuliert. Ähnlich urteilte Bertrand Russell, der sich Poppers Sichtweise anschloss.
Poppers Interpretation hat zahlreiche Altertumswissenschaftler und Philosophiehistoriker zu kritischen Stellungnahmen veranlasst. 1953 veröffentlichte Ronald B. Levinson eine umfangreiche Entgegnung, im selben Jahr erschien eine Poppers Darstellung zurückweisende Untersuchung von John Wild. Die vielfältige Kritik der Fachwelt an Poppers Thesen richtet sich unter anderem gegen seine Annahmen, Platon habe keine geistige Selbstständigkeit der Philosophenherrscher gewünscht, die Politeia sei als politisches Programm gemeint gewesen, Platon habe den Wert der Individualität missachtet und sei ein Vorläufer des modernen Totalitarismus und er habe grundsätzlich jede mögliche Veränderung als Verschlechterung betrachtet und daher verhindern wollen. Leo Strauss trug eine Deutung vor, die derjenigen Poppers radikal entgegengesetzt ist: Er meinte, die Politeia sei ein anti-utopisches Werk, mit dem Platon dem Leser die Realitätsferne utopischen Denkens vor Augen führen wollte.
Thanassis Samaras akzeptiert einen erheblichen Teil von Poppers Thesen, betont aber, dass Popper den prinzipiellen Fehler begehe, die Positionen von Sokrates und Platon unhistorisch nach einem modernen Kriterium zu bewerten, statt sie vor dem Hintergrund der allgemeinen Überzeugungen ihrer Zeitgenossen zu betrachten und mit diesen zu vergleichen.
Susan Sara Monoson betont den asketischen Charakter des Lebens der Philosophenherrscher, das den Angehörigen des untersten Standes – der von politischen Entscheidungen ausgeschlossenen Masse der Bevölkerung – nicht attraktiv erscheinen würde. Sowohl die Regierenden als auch die Regierten würden in einem solchen Staat politische Macht nicht als Gut, sondern als Last betrachten. Anteil an der Macht würde nur denen gewährt, die sie nicht erstreben.

#### Epistokratie
Zu Beginn des 21. Jahrhunderts ist der Gedanke, politisches Mitbestimmungsrecht an einen bildungsbezogenen Kompetenznachweis zu binden, in einer philosophischen Debatte aufgegriffen worden. In diesem Zusammenhang wird der Begriff Epistokratie (griechisch episteme „Wissen“ und κρατία (kratía) „Herrschaft“, englisch epistocracy, „Wissensherrschaft“) verwendet. Gemeint ist ein System, in dem das Wahlrecht vom Bestehen einer Kompetenzprüfung abhängig ist oder zumindest die Stimmen von nachweislich kompetenten Bürgern stärker gewichtet werden. In dieser Debatte wird auch auf Platons Konzept der Philosophenherrschaft verwiesen. Für eine „gemäßigte Epistokratie“ plädiert Jason Brennan, dagegen argumentiert u. a. David Estlund, von dem die Wortschöpfung epistocracy stammt.